# Marine d'abord !
Pour les articles homonymes, voir Tell It to the Marines.
Pour plus de détails, voir Fiche technique et Distribution.
Marine d'abord ! (Tell It to the Marines) est un film américain réalisé par George W. Hill, sorti en 1926.

## Fiche technique
- Titre original : Tell It to the Marines
- Réalisation : George W. Hill
- Scénario : Richard Schayer et Joseph Farnham
- Photographie : Ira H. Morgan
- Montage : Blanche Sewell
- Société de production : Metro-Goldwyn-Mayer
- Pays d'origine : États-Unis
- Format : Noir et blanc - 1,33:1 - Film muet
- Genre : comédie dramatique
- Durée : 103 minutes
- Date de sortie : 1926

## Distribution
- Lon Chaney : Sergent O'Hara
- William Haines : Private 'Skeet' Burns
- Eleanor Boardman : Norma Dale
- Eddie Gribbon : Corporal Madden
- Carmel Myers : Zaya
- Warner Oland : le chef des bandits
- Mitchell Lewis : Native
- Frank Currier : Général Wilcox